# Melocactus estevesii
Melocactus estevesii es una especie de planta fanerógama de la familia Cactaceae. 

## Descripción
Melocactus estevesii  crece con tallos cilíndricos de color verde que alcanza un tamaño de hasta 22 centímetros de altura y un diámetro de 10 a 17 centímetros. Tiene doce a 16  altas y estrechas costillas proporcionadas cuyos bordes están redondeados. Las espinas de color rojo, generalmente curvas, inicialmente turbias llega a ser después negras. Las espinas centrales de la mayoría simple, a veces hasta con cuatro disponible, miden de 4 a 6 centímetros de largo. Con ocho o nueve espinas radiales. El cefalio se compone de cerdas rojizas y lana blanca lana y mide hasta 13 centímetros de alto y alcanza un diámetro de 6 centímetros. Las flores son rosas de hasta 3,7 cm de largo y con un diámetro de 1,5 a 1,8 centímetros. Se abren por la tarde y sobresalen hasta 1,2 centímetros del cefalio. Los frutos de color rojo en forma de bastón extendido son de 3 a 4 centímetros de largo. En la mitad inferior de los frutos tiene las semillas.

## Distribución
Es endémica de Roraima en Brasil.  Es una especie rara.

## Taxonomía
Melocactus estevesii fue descrita por Pierre Josef Braun y publicado en Kakteen und Andere Sukkulenten 41: 6–9. 1989.
Etimología
Melocactus: nombre genérico, utilizado por primera vez por Tournefort, proviene del latín melo, abreviación de melopepo (término con que Plinio el Viejo designaba al melón). Se distingue de las demás cactáceas cilíndricas por tener un cefalio o gorro rojo, razón por la que los primeros españoles que llegaron a Sudamérica le llamaban "gorro turco".
estevesii: epíteto otorgado en honor del botánico Eddie Esteves Pereira.